# L'Air marin
Pour plus de détails, voir Fiche technique et Distribution.
L'Air marin (Hare Ribbin') est un dessin animé Merrie Melodies réalisé par Bob Clampett et mettant en scène Bugs Bunny et un chien.

## Synopsis
Un chien piste Bugs et se fait avoir en voulant avoir une description précise. Bugs finit par se déguiser en sirène après que le chien l'a poursuivi jusqu'à un étang. Le chien tombe aussitôt sous le charme de « Lorelei », qui le frappe à plusieurs reprises avant de se rendre compte de la supercherie. Bugs le roule une fois de plus en se prenant pour Elmer Fudd puis en faisant croire au chien qu'il l'a tué. Ce dernier finit par se suicider.

## Fiche technique
- Titre original : Hare Ribbin'
- Réalisation : Bob Clampett
- Scénariste : Lou Lilly
- Producteur : Leon Schlesinger (Leon Schlesinger Studios)
- Distribution : 
  - Warner Bros. Pictures (1944) (USA) (cinéma)
  - MGM/UA Home Entertainment (1992) (USA) (cassette vidéo)
  - Warner Home Video (2007) (USA) (DVD)
- Composition : Carl W. Stalling (non crédité)
- Direction de la musique : Carl W. Stalling
- Orchestration : Milt Franklyn (non crédité)
- Montage : Treg Brown (non crédité)
- Effets sonores : Treg Brown
- Langue : anglais
- Date de sortie : 24 juin 1944
- Genre : dessin animé comique
- Format : Technicolor - mono - 1,37:1 - 35 mm
- Durée : 8 minutes

- Animateurs :
  - Robert McKimson (comme Bob McKimson)
  - Jack Bradbury (non crédité)
  - Manny Gould (en) (non crédité)
  - Rod Scribner (en) (non crédité)

## Distribution
- Mel Blanc : Bugs Bunny et le chien russe imitant la voix d'Elmer Fudd
- Sam Wolfe : le chien russe